# Technologies de l'information pour la santé
Pour les articles homonymes, voir TIS.
Technologies de l’information pour la santé (TIS) est une dénomination donnée à trois formations d'ingénieurs en France :
- une formation initiale à Polytech Grenoble (école d'ingénieurs de l'université Grenoble-Alpes de Grenoble) ;
- une formation initiale à Télécom Physique Strasbourg, (école d'ingénieur de l'Université de Strasbourg) ;
- une formation en apprentissage à Télécom Physique Strasbourg, (école d'ingénieur de l'Université de Strasbourg).

Ces trois formations sont de niveau Bac+5 et dure 3 ans.
Ces formations ont pour objectif de former des ingénieurs amenés à occuper une place pivot entre le monde de la santé et le monde de l'informatique, de l'instrumentation et de l'électronique. L'ingénieur TIS analyse les besoins médicaux et assure la maîtrise d'ouvrage des logiciels, systèmes et matériels médicaux.
Les technologies pour la santé sont en effet un secteur en pleine expansion et source de nombreux défis technologiques. En effet, l'OCDE considère que les dépenses de santé et de soins de longue durée devraient passer de 6 % du PIB (en 2010) à 9,5 % du PIB (en 2060) dans les pays de l'OCDE.

## Formation TIS à Polytech Grenoble
Cette formation comporte une formation générale et trois spécialités : 
- informatique ;
- acquisition et traitement du signal et de l'image ;
- biologie et santé.

De plus, deux stages hospitaliers (de deux semaines par an en 1re et 2e années) au centre hospitalier universitaire Grenoble Alpes et deux stages en entreprise (de trois à quatre mois en 2e année et de cinq à six mois en 3e année) sont réalisés au cours de cette formation. 
Il est possible de réaliser les stages en entreprise ou la 3e année à l'étranger.

## Formation TIS initiale à Télécom Physique Strasbourg
Le cursus dure trois années, pour moitié consacré à l'acquisition de compétences élevées dans le domaine des technologies de l'information. Les disciplines enseignées sont : mathématiques, physique, technologies de l'information, biologie, médecine, langues, sciences humaines. Une grande partie de la formation est dédiée aux projets.
Deux options sont proposées en 3e année :
- Diagnostics et traitements médicaux innovants, associée au master IRIV ;
- Thérapeutiques innovantes, associée au master micro et nano-électronique.

Télécom Physique Strasbourg profite du contexte alsacien dans lequel se trouve un Institut hospitalo-universitaire, le pôle de compétitivité Alsace BioValley et bientôt l'incubateur sur le Campus MedTech.
Cette formation recrute sur concours Mines-Télécom.

## Formation TIS en apprentissage à Télécom Physique Strasbourg

Logo de Télécom Physique Strasbourg

Cette formation se déroule en apprentissage : les étudiants (apprentis ou en formation continue) sont donc rémunérés durant leurs études. Le rythme d'apprentissage est, en moyenne, de deux semaines à l'école suivies de deux semaines en entreprise (ou centre de soins).
Télécom Physique Strasbourg profite du contexte alsacien dans lequel se trouve un Institut hospitalo-universitaire, le pôle de compétitivité Alsace BioValley et bientôt l'incubateur sur le Campus MedTech.
Les disciplines enseignées se répartissent en :
- mathématiques, informatique et sciences pour l'ingénieur (traitement du signal et des images, robotique médicale, biomécanique, électronique) ;
- sciences du vivant ;
- sciences économiques et humaines ;
- anglais.

Un stage à l'étranger d'un mois minimum et la validation du TOEIC sont requis pour l'obtention du diplôme. Enfin, le dernier semestre de formation (semestre 10) se déroule intégralement en entreprise ou centre de soins sous la forme d'un projet de fin d'études.
Cette formation s'effectue en partenariat avec l'ITII Alsace.
La formation est ouverte aux titulaires d'un Bac+2, principalement des DUT (informatique, réseaux & télécommunications, GEII, mesures physiques...), BTS (SE, SN, TIL...), DTS IMRT, etc.